# 上市町立陽南小学校
上市町立陽南小学校（かみいちちょうりつ ようなんしょうがっこう）は富山県中新川郡上市町にある公立小学校。
校名は、明るく、たくましく、世界に羽ばたく「太陽の子」を育むというのが由来となっている。

## 沿革
柿沢小学校
個別に出典が提示されている箇所以外の出典→
- 1873年 - 吉田観竜方に徳隆小学校、高峯守斉方に弓庄館小学校創立。
- 1878年8月 - 徳隆小学校新築。
- 1888年4月 - 徳隆小学校を柿沢簡易小学校と改称、弓庄館小学校を女川簡易小学校と改称。
- 1892年10月 - それぞれ柿沢尋常小学校、女川尋常小学校と改称。
- 1895年12月 - 両校統合し柿沢尋常小学校を柿沢鎌田に新築。
- 1903年12月 - 校舎移転。
- 1923年4月 - 柿沢尋常高等小学校に改称。
- 1925年 - 校舎を増築。
- 1932年 - 体育館新築、校舎増築。
- 1941年4月 - 柿沢国民学校と改称。
- 1947年4月 - 柿沢小学校と改称。
- 1950年 - 旧校舎（増築分除く）改築。
- 1953年9月 - 上市町立となる[4]。

大岩小学校
個別に出典が提示されている箇所以外の出典→
- 1875年12月 - 大岩小学校を茗荷谷滝川作造宅に創設（それまでは徳隆小学校（後の柿沢小学校）校下に居していた）。
- 1877年11月 - 大沢巡回授業所を開設。
- 1879年12月 - 穀似小学校と改称。
- 1886年9月 - 大岩尋常小学校と改称。
- 1889年
  - 9月 - 大沢巡回授業所を併合。
  - 10月 - 独立新校舎落成。
- 1909年10月 - 校舎を移転増改築。
- 1919年
  - 1月 - 大沢冬季分教場設置。
  - 10月 - 大増改築。
- 1921年4月 - 大岩尋常高等小学校となる。
- 1941年4月 - 大岩国民学校と改称。
- 1947年4月 - 大岩小学校と改称。
- 1952年7月 - 講堂其他を新築。
- 1953年9月 - 上市町立となる[4]

陽南小学校
- 1983年
  - 3月 - 校舎完成[6]。
  - 4月 - 柿沢小学校と大岩小学校が統合し、陽南小学校が発足[7]、4月5日に開校式[8]。
- 2010年1月 - 省エネ改修工事完成[9]。

## 通学区域
柿沢、新屋、女川、舘、大松新、塩谷、大松、大岩、檜谷、大沢、中ノ又、浅生

## 進学先
- 上市町立上市中学校